# Нейчрел-Бридж (Алабама)
Нейчрел-Бридж (англ. Natural Bridge) — місто (англ. town) в США, в окрузі Вінстон штату Алабама. Населення — 32 особи (2020).

## Історія
Місто було розташоване на шляху Байлер, який з'єднував Нешвілл з Тускалусою. Місто спочатку було відоме як «Лоді». Через деякий час воно було перейменоване в «Нейчрел-Бридж» у зв'язку з місцевою визначною пам'яткою, яка є найбільшим природним мостом (англ. Natural-Bridge). Природний міст, що має висоту 60 футів та 148 футів довжиною, складається з пісковику і залізної руди. Його вік оцінюється у 200 мільйонів років. Він відомий як найдовший природний міст на схід від Скелястих гір. Парк, де розташований природний міст відвідують численні туристи, які платять за вхід $ 2.50.
Поштове відділення у поселенні вперше було відкрите в 1890 році. Місто було зареєстроване у 1914 році. Поступово вугільні шахти, які давали роботу місцевим мешканцям до 1980 року, позакривалися і містечко прийшло в занепад. У 1990 році воно було офіційно позбавлено статусу міста. Місцеві жителі домоглися повторної реєстрації міста в 1997 році. Зараз це другий найменший муніципалітет у штаті Алабама після містечка Ґанттс-Кваррі в окрузі Талладіґа, яке має 0 офіційних мешканців.
Найбільшим роботодавцем містечка є місцевий ресторан, який забезпечує роботою 25 людей.
В містечку, яке у 2010 році налічувало 37 осіб, діє 4 церкви, які відвідують мешканці інших населених пунктів.

## Географія
Нейчрел-Бридж розташований за координатами 34°5′25″ пн. ш. 87°36′5″ зх. д. / 34.09028° пн. ш. 87.60139° зх. д. (34.090353, -87.601409).  За даними Бюро перепису населення США в 2010 році місто мало площу 1,12 км², уся площа — суходіл.

## Демографія
Згідно з переписом 2010 року, у місті мешкало 37 осіб у 16 домогосподарствах у складі 11 родини. Густота населення становила 33 особи/км².  Було 41 помешкання (36/км²).
Расовий склад населення:
| - 100,0 % — білих |

До двох чи більше рас належало 0,0 %. Частка іспаномовних становила 0,0 % від усіх жителів.
За віковим діапазоном населення розподілялося таким чином: 16,2 % — особи молодші 18 років, 56,8 % — особи у віці 18—64 років, 27,0 % — особи у віці 65 років та старші. Медіана віку мешканця становила 46,8 року. На 100 осіб жіночої статі у місті припадало 85,0 чоловіків;  на 100 жінок у віці від 18 років та старших — 93,8 чоловіків також старших 18 років.
Медіана доходів становила 45 250 доларів для чоловіків та 45 938 доларів для жінок. За межею бідності перебувало 2,3 % осіб, у тому числі 0,0 % дітей у віці до 18 років та 7,7 % осіб у віці 65 років та старших.
Цивільне працевлаштоване населення становило 26 осіб. Основні галузі зайнятості: освіта, охорона здоров'я та соціальна допомога — 38,5 %, будівництво — 19,2 %, сільське господарство, лісництво, риболовля — 19,2 %.